# Cueva de San Ignacio
La Cueva de San Ignacio es un santuario declarado como Patrimonio de Interés Local, que incluye la capilla de la cueva, una iglesia barroca y un edificio de estilo Neoclásico en Manresa (España),  creado para rememorar el lugar donde Ignacio de Loyola se recluyó en una cueva para rezar y ayunar, después de su peregrinaje desde Montserrat, y donde escribió sus Ejercicios espirituales.

## Historia
En 1522 Ignacio de Loyola vivió 11 meses en una cueva natural. En 1603 se construyó una capilla dedicada a San Ignacio al lado de la cueva. En el siglo XVII se construyó una iglesia como vestíbulo de la cueva. En 1894-96 se construyó el convento de jesuitas y casa de espiritualidad. En 1915-18 se reformó con abundante decoración artística la nave que forma el pasadizo entre la iglesia y la cueva.

## Descripción
La cueva es una gruta natural que mira hacia Montserrat, sobre la cual están los edificios de la iglesia y el convento y centro de espiritualidad. Actualmente, habilitada como capilla, reúne un retablo de alabastro de la segunda mitad del siglo XVII, y varios relieves de alabastro a la derecha, representando diferentes escenas de la vida de San Ignacio. También son notables unas cruces marcadas sobre la piedra viva donde rezaba, según la tradición, atribuidas al mismo san Ignacio.
Antes de entrar a la Cueva se encuentra un vestíbulo, consistente en un amplio pasillo diseñado por Martí Coronas, de principios del siglo XX. La profusa decoración de gran valor artístico está constituida por cuatro vidrieras de colores al estilo de mosaico veneciano, relieves de bronce, mosaicos con personajes históricos, el techo que recuerda el estilo del Renacimiento catalán y el mosaico del suelo, con diversos motivos referidos al santo. Dos ángeles de bronce coronan la entrada a la cueva, simbolizando la oración y la penitencia de San Ignacio. El pasillo que conduce de la iglesia a este vestíbulo contiene nueve medallones con escenas de la vida de san Ignacio, obra de Josep Sunyer (1720).
La Iglesia, un edificio barroco de 1759, es un ejemplo de la arquitectura jesuítica.  Es de una sola nave, con pasadizos laterales y capillas, encima de las cuales corren unas tribunas con celosías barrocas. Las capillas laterales están decoradas con mosaicos de Marko Ivan Rupnik. La fachada de la iglesia es de un barroco exuberante, pero con unidad de estilo, corrección de líneas y proporcionalidad, que contrasta con la contención decorativa del espacio interior.
El actual edificio del convento, que sustituye una modesta casa de siglo XVII donde vivía la Compañía, es una majestuosa construcción de finales del siglo XIX, de estilo ecléctico, de inspiración neoclásica y estilo postmodernista imperial en las fachadas, de piedra arenisca.

## Galería

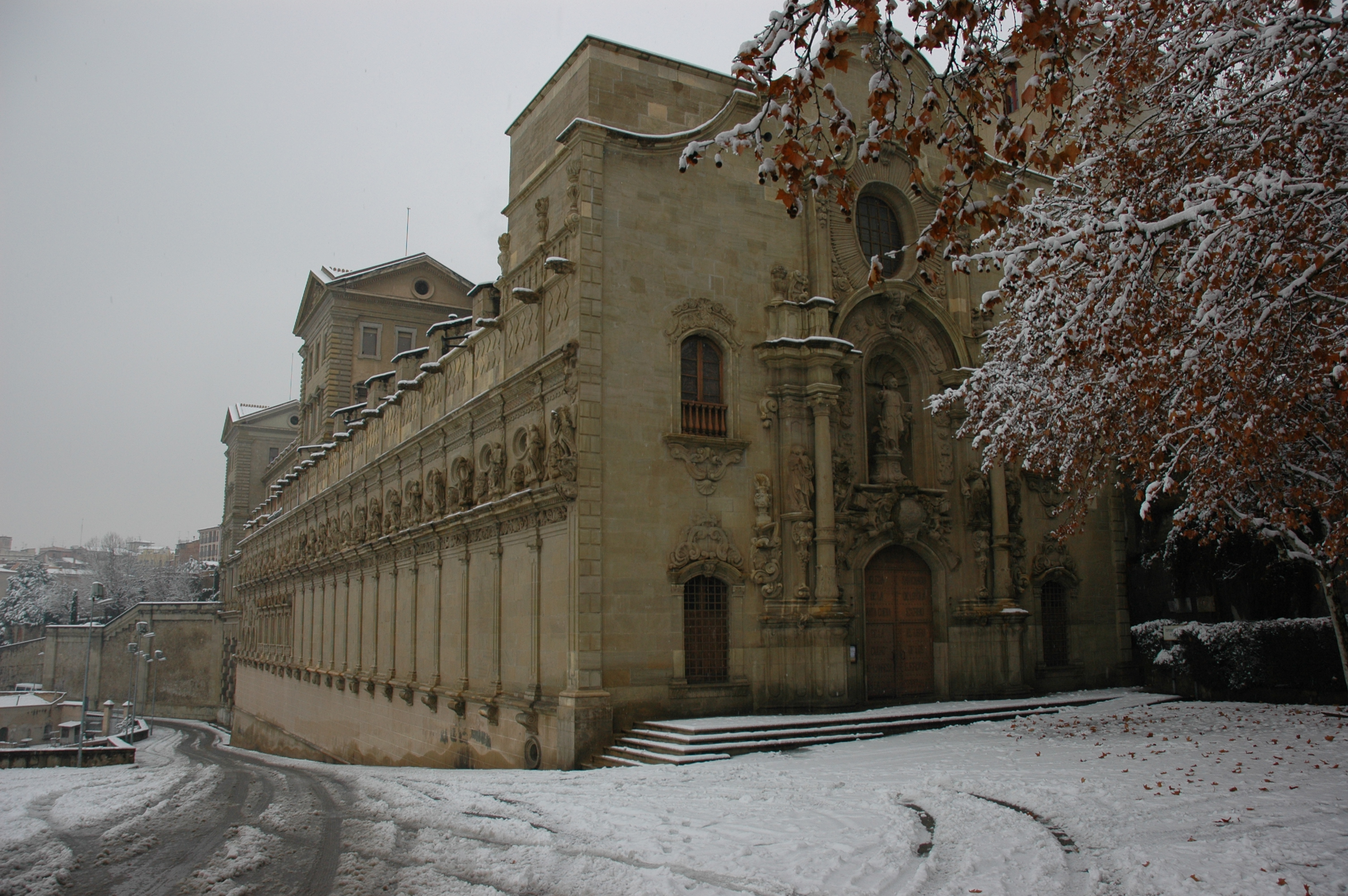
Iglesia
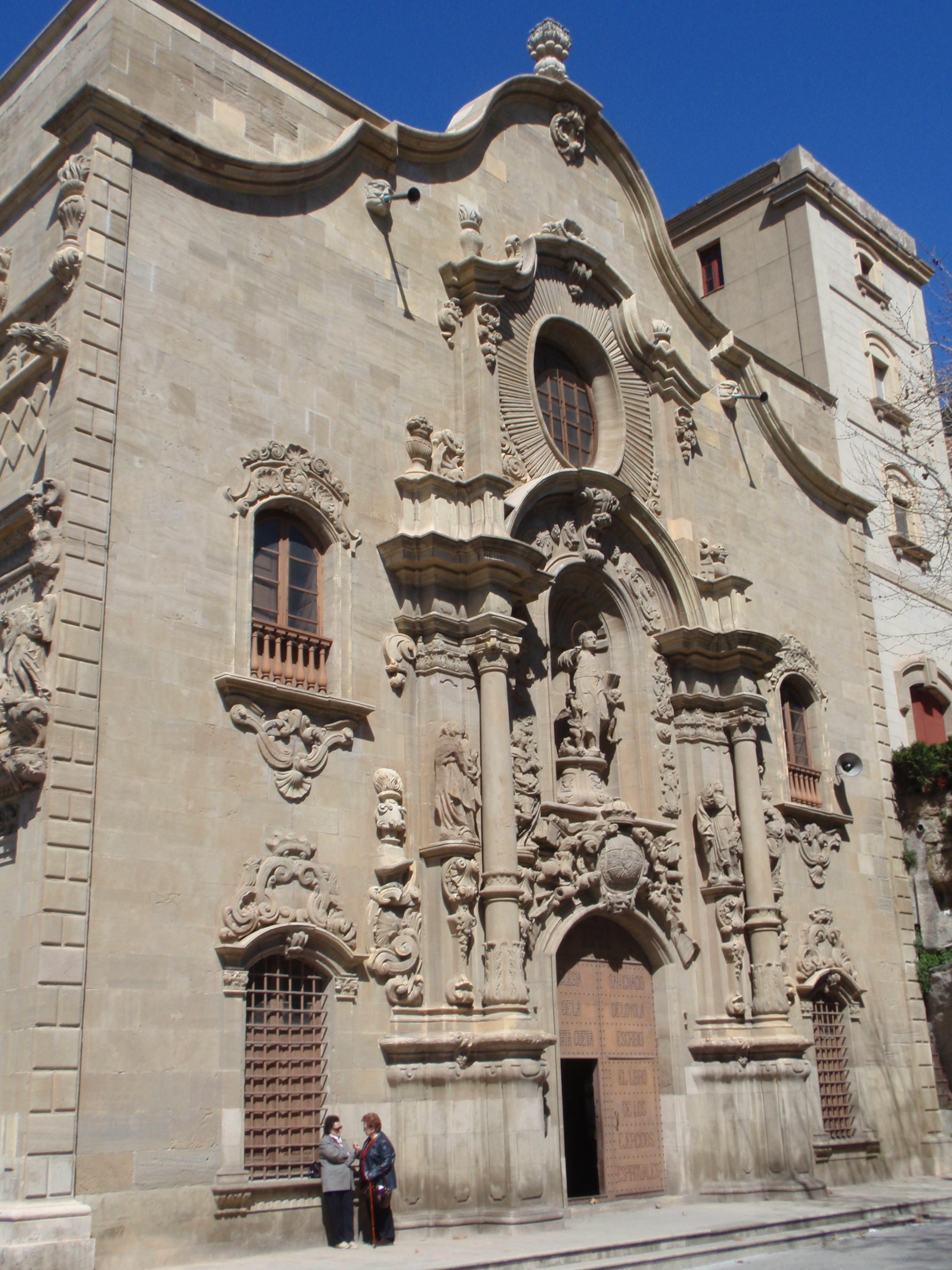
Fachada
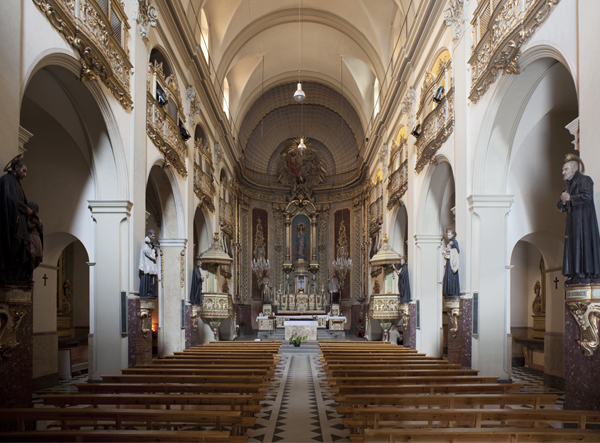
Interior de la iglesia
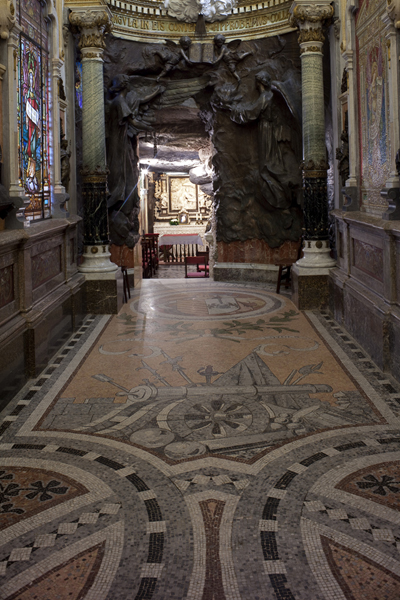
Vestíbulo
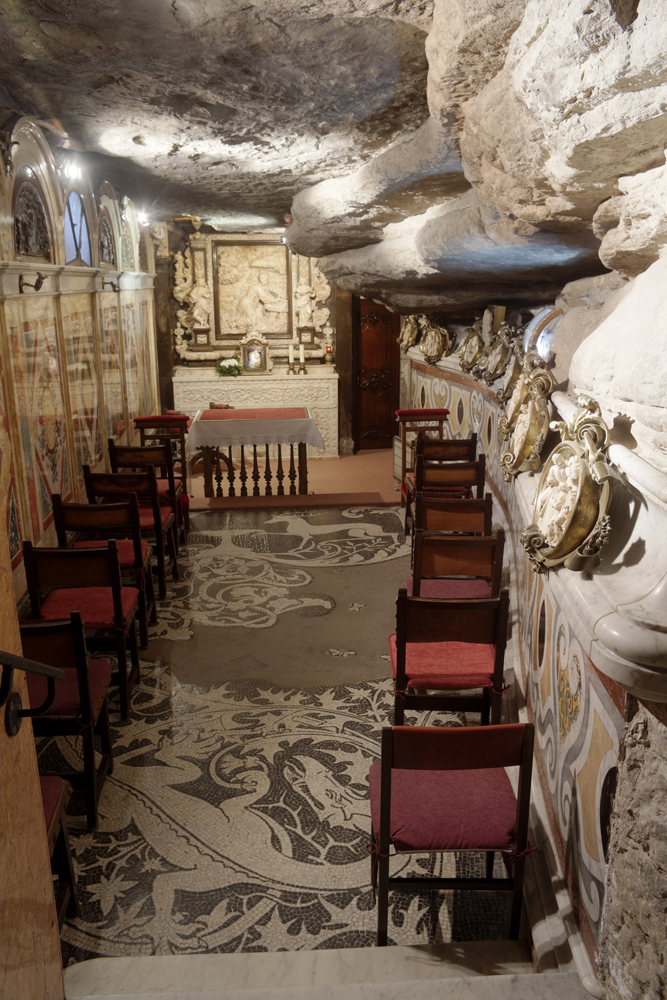
La Cueva
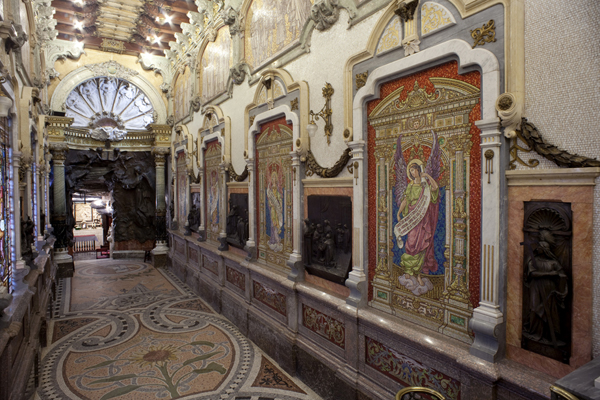
Mosaicos del vestíbulo
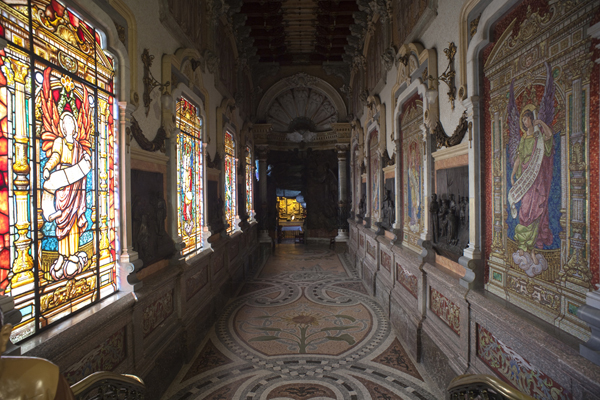
Vidrieras
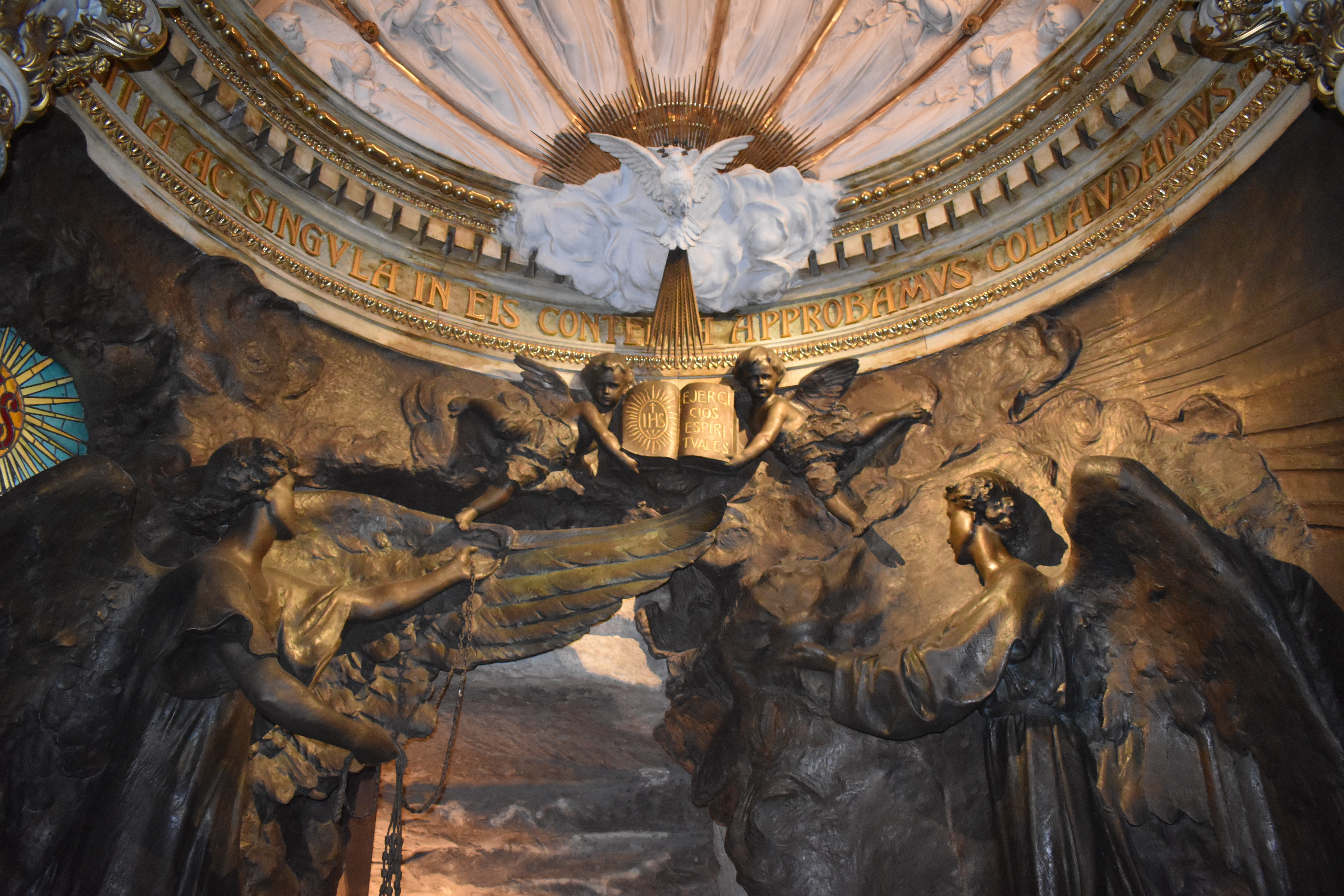
Detalle de la puerta de entrada a la cueva
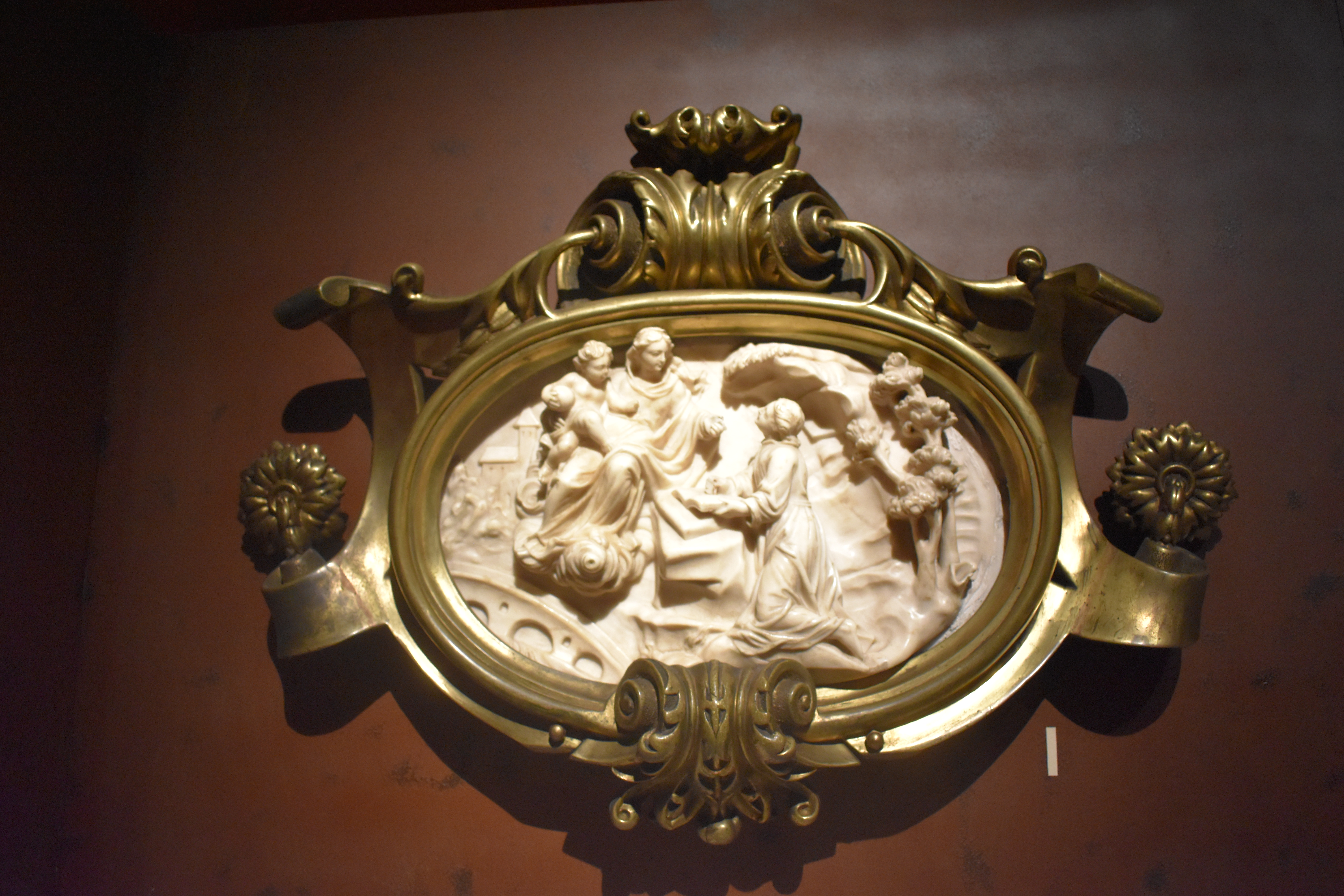
Escribiendo los Ejercicios en la Cueva, medallón de Josep Sunyer (1720)